# Daniil Semjonowitsch Solod

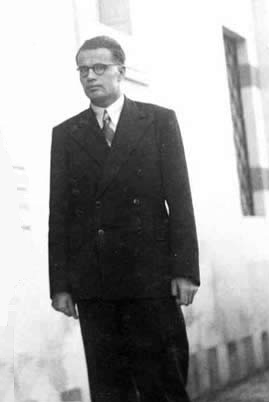
Daniil Semjonowitsch Solod 1944 in Syrien

Daniil Semjonowitsch Solod (russisch Даниил Семёнович Солод; * 1908 in der Ukraine; † 1988) war ein sowjetischer Botschafter.

## Leben
Daniil Semjonowitsch Solod war Mitglied der KPdSU und trat 1937 in den auswärtigen Dienst.
Er war von 1937 bis 1939 Mitglied des Volkskommissariats der UdSSR.
Er leitete von 1939 bis 1940 den Stab des Volkskommissariats.
Er war von 1940 bis 1941 an der Botschaft in Belgrad akkreditiert.
1941 wurde er in Moskau beschäftigt.
Von 1941 bis 1943 war er an der Botschaft in Teheran akkreditiert.
Von 1943 bis 1944 war er als Botschaftsrat in Kairo akkreditiert.
Von 1944 bis 1950 war er Konsul in Ägypten.
In seiner Amtszeit in Syrien war er mit Dienstsitz Damaskus auch bei der Regierung des Libanon als Botschafter akkreditiert. Er wurde 1950 mit Anteilnahme der syrischen Notabeln in Damaskus verabschiedet.
Von 1951 bis 1953 war er Stellvertretender des Leiters der Abteilung Naher und Mittlerer Osten im Außenministerium in Moskau.
1954 wurde Solod in Kairo zum Botschafter befördert. In seine Amtszeit als Botschafter in Kairo fiel der Beginn der Sueskrise. Er war maßgeblich an der Orientierung der Freien Offiziere unter Muhammad Nagib zur Sowjetunion hin beteiligt. In dieser Phase konkretisierten sich die Pläne zum großen Assuan-Staudamm und Ägypten orientierte sich strategisch an der Sowjetunion.
Von 1956 bis 1960 war er Stellvertretender des Leiters der Abteilung Mittlerer Osten im Außenministerium in Moskau.
Am 30. Dezember 1959 wurde er zum Botschafter in Guinea ernannt. Im November 1961 warf ihm Ahmed Sékou Touré vor, an einer Verschwörung der Lehrer beteiligt zu sein. Bei einem diplomatischen Empfang in Conakry wurde Solod, vom Protokollchef, zur Seite gezogen und ins Außenministerium bestellt, wo er zur Persona non grata erklärt wurde. Nikita Sergejewitsch Chruschtschow entsandte im Januar 1962 einen neuen Botschafter nach Conakry. Außenpolitisch orientierte sich Ahmed Sékou Touré in der Folge mehr an Mao Zedong.
Von 1962 bis 1970 lehrte er am Institut für Afrika an der Akademie der Wissenschaften in Moskau.
| Vorgänger                  | Amt                                                               | Nachfolger                       |
| -------------------------- | ----------------------------------------------------------------- | -------------------------------- |
| —                          | Sowjetischer Botschafter in Damaskus 1944–1950                    | Ilja Kaissarowitsch Tawadse      |
| —                          | Sowjetischer Botschafter in Beirut 1944–1950                      | Ilja Kaissarowitsch Tawadse      |
| Semjon Pawlowitsch Kosyrew | Sowjetischer Botschafter in Kairo 12. Oktober 1953–1. Januar 1956 | Jewgeni Dmitrijewitsch Kisseljow |
| Pawel Gerassimow           | Sowjetischer Botschafter in Conakry 1960–1962                     | Dmitri Danilowitsch Degtjar      |